# RNA polymeráza I
RNA polymeráza I (RNAP I či Pol I) je jedna z eukaryotických RNA polymeráz. Hraje zdánlivě vedlejší roli, protože přepisuje v podstatě jediný gen (rRNA gen), ale je velice aktivní, protože tento gen je potřebný v buňce v mnoha kopiích. Tento enzym se skládá ze 14 podjednotek, pět z nich jich má společných s ostatními RNA polymerázami a další dvě pouze s RNAP II.

## Funkce
Tato RNA polymeráza přepisuje v podstatě jediný gen, a to gen pro rRNA eukaryotického ribozomu. Tento gen se však vyskytuje v genomu obvykle mnohokrát, například u savců v asi 150-200 kopiích. Transkripcí tohoto genu vzniká pouze jakýsi prekurzor, který je však následně rozštípán na příslušné rRNA řetězce vyskytující se v ribozomu: tyto rRNA jsou označovány podle své sedimentačního koeficientu 5.8 S, 18S a 28S. V tomto seznamu chybí 5S rRNA – ta je totiž přepisována RNA polymerázou III.